# USBAsp
USBAsp — програматор мікроконтролерів Atmel AVR розроблений німецьким програмістом та інженером Томасом Фішлем (нім. Thomas Fischl). Його схема, рисунок друкованої плати, прошивка, драйвери розповсюджуються під ліцензією GNU GPL, тобто кожен з користувачів може їх вільно завантажити з сайту розробника і створювати на їх основі свій пристрій.
Програматор простий у повторенні та складається з невеликої кількості компонентів: мікроконтролер Atmega8, Atmega48 чи Atmega88, кварцовий резонатор, 4 конденсатори, 2 діоди Зенера, 2 світлодіоди, 10 резисторів, роз'єми.
Особливостями програматора USBAsp є:
- Можливість роботи під різними платформами. Автором було протестовано програматор під ОС Linux, Mac OS X і Windows.
- Не потребує додаткових контролерів і спеціалізованих мікросхем. Для зв'язку комп'ютером по USB програматор використовує спеціальний USB драйвер реалізований у прошивці мікроконтролера.
- Швидкість програмування до 5 кбіт/с.
- Опція SCK для підтримки мікроконтролерів з низькою тактовою частотою (<1,5 MHz).
- В майбутніх версіях плати заплановано послідовний інтерфейс (наприклад, для налагодження).

Підтримка програматора USBAsp  реалізована багатьма середовищами розробки і компіляторами, зокрема: Atmel Studio, Avrdude, Arduino IDE, Code::Blocks, Bascom-avr та іншими.